# Canon TS-E 17mm
Il Canon EF TS-E 17mm f/4L è un obiettivo fisso tilt-shift ultra-grandangolare prodotto da Canon.
L'obiettivo monta un EF che lo rende compatibile con la serie di fotocamere EOS.
Il TS-E 17mm f4L è provvisto dei tre gradi di libertà, permettendo all'utente di decentrare (shift), bascuolare (tilt) o ruotare l'obiettivo. Decentrando l'ottica si ottiene una correzione della prospettiva nell'immagine facendo sì in modo che le linee verticali diventino parallele. Questo è particolarmente utile nella fotografia d'architettura. Basculando invece è possibile ottenere una selettiva profondità di campo.
Questo obiettivo è in grado di effettuare un basculaggio di ± 6,5° e di un decentramento di ben ± 12 mm e, analogamente alla seconda versione del TS-E 24mm f3.5L (rilasciato contemporaneamente al TS-E 17mm), permette la libera rotazione di questi movimenti, senza dover smontare e rimontare la base dell'ottica come avveniva per gli obiettivi T&S precedenti.